# IV Giochi paralimpici estivi
I IV Giochi paralimpici estivi si tennero a Heidelberg, in Germania Ovest, dal 2 al 11 agosto 1972. All'epoca noti come XXI Giochi internazionali di Stoke Mandeville, furono posteriormente riconosciuti come IV Giochi paralimpici estivi nel 1984, quando il Comitato Olimpico Internazionale (CIO) approvò la denominazione Giochi paralimpici.

## Sviluppo e preparazione
A differenza della precedente edizione, i Giochi di Stoke Mandeville del 1972 furono nuovamente ospitati nello stesso paese che quell'anno ospitava i Giochi olimpici. Per problemi logistici non fu possibile organizzarli a Monaco di Baviera, sede della XX Olimpiade; si disputarono invece ad Heidelberg presso l'istituto di educazione fisica della locale università, la più antica della Germania.

## I Giochi

### Paesi partecipanti
Ci fu un'impennata nel numero dei paesi partecipanti, che passarono dai 29 di Tel Aviv 1968 a 41, con l'esordio delle nazioni del blocco sovietico.
- Argentina (21)
- Australia (37)
- Austria (32)
- Bahamas (1)
- Belgio (23)
- Brasile (8)
- Canada (40)
- Cecoslovacchia (19)
- Corea del Sud (8)
- Danimarca (10)
- Egitto (1)

- Finlandia (24)
- Francia (61)
- Germania Ovest (75)
- Giamaica (20)
- Giappone (28)
- Gran Bretagna (73)
- Hong Kong (10)
- India (10)
- Irlanda (17)
- Israele (30)

- Italia (25)
- Jugoslavia (22)
- Kenya (4)
- Malaysia (4)
- Malta (8)
- Messico (7)
- Nuova Zelanda (10)
- Norvegia (27)
- Paesi Bassi (38)
- Perù (1)

- Polonia (22)
- Rhodesia (13)
- Romania (1)
- Spagna (20)
- Stati Uniti (66)
- Sudafrica (25)
- Svezia (38)
- Svizzera (36)
- Uganda (2)
- Ungheria (5)

### Discipline
A titolo dimostrativo, vennero disputati eventi per atleti con disabilità diverse dalla paraplegia, come i 100 m per disabili visivi e il goalball. Nel nuoto vennero aggiunte quattro gare, nel dartchery o tiro del dardo (combinazione di freccette e tiro con l'arco) vennero introdotte le competizioni individuali maschile e femminile, nel tennistavolo fu aggiunta la gara a squadre.
Nel corso della manifestazione vennero svolti dei test spiroergometrici su un campione di 100 atleti, i cui risultati suggerirono di inserire le corse in carrozzina su lunga distanza nel programma dei Giochi. Ai successivi Giochi del 1976 vennero aggiunte al programma quattro distanze, 200 m, 400 m, 800 m e 1500 m.

### Cerimonia di apertura
I XXI Giochi internazionali di Stoke Mandeville vennero aperti il 2 agosto dal Presidente della Repubblica Federale Tedesca Gustav Heinemann. Per la prima volta fu un capo di Stato a dichiarare ufficialmente aperti i Giochi, come avviene nel cerimoniale olimpico. Lo stesso Heinemann, alcune settimane dopo, avrebbe dichiarato aperti i Giochi della XX Olimpiade a Monaco.

## Medagliere
| Medagliere       | Medagliere | Medagliere | Medagliere |
| Nazione          | O          | A          | B          |
| ---------------- | ---------- | ---------- | ---------- |
| Germania Ovest   | 28         | 15         | 24         |
| Stati Uniti      | 17         | 28         | 28         |
| Regno Unito      | 16         | 15         | 20         |
| Sudafrica        | 16         | 12         | 13         |
| Paesi Bassi      | 14         | 13         | 11         |
| Polonia          | 14         | 12         | 7          |
| Francia          | 10         | 8          | 12         |
| Israele          | 9          | 10         | 9          |
| Italia           | 8          | 4          | 5          |
| Giamaica         | 8          | 3          | 4          |
| Australia        | 6          | 9          | 10         |
| Canada           | 6          | 6          | 8          |
| Austria          | 6          | 6          | 5          |
| Svezia           | 5          | 5          | 5          |
| Giappone         | 4          | 5          | 3          |
| Rhodesia         | 3          | 5          | 4          |
| Nuova Zelanda    | 3          | 3          | 3          |
| Svizzera         | 3          | 2          | 3          |
| Corea del Sud    | 3          | 2          | 1          |
| Argentina        | 2          | 5          | 3          |
| Irlanda          | 2          | 4          | 2          |
| Norvegia         | 1          | 5          | 5          |
| Belgio           | 1          | 2          | 2          |
| Jugoslavia       | 1          | 1          | 2          |
| India            | 1          | 0          | 0          |
| Kenya            | 1          | 0          | 0          |
| Spagna           | 0          | 4          | 1          |
| Finlandia        | 0          | 2          | 2          |
| Hong Kong        | 0          | 1          | 1          |
| Ungheria         | 0          | 0          | 1          |
| Unione Sovietica | 0          | 0          | 1          |